# 東方淵胸舌鮨
東方淵胸舌鮨為輻鰭魚綱日鱸目蠍魚科淵胸舌鮨屬的其中一種。傳統上歸類為鱸形目舵魚科。
本魚分布於東太平洋的復活節島海域，體長可達21公分，棲息在陡峭岩岸的表層水域，以浮游生物為食，生活習性不明。